# Parti Crédit social de la Colombie-Britannique
Le Parti Crédit social de la Colombie-Britannique (anglais : British Columbia Social Credit Party) est un parti politique, fondé en 1935, actif au niveau provincial en Colombie-Britannique (Canada).
Il a été au pouvoir pour plus de trente ans entre l'élection provinciale de 1952 et l'élection de 1991. Pendant ces trois décennies, le parti a dominé la scène politique britanno-colombienne avec une seule interruption entre l'élection de 1972 et l'élection de 1975 lorsque le Nouveau Parti démocratique de la Colombie-Britannique a réussi à prendre le pouvoir.
Bien que fondé dans le but de promouvoir la théorie créditiste de réforme monétaire, le Parti Crédit social est devenu un véhicule politique pour les conservateurs économiques et plus tard les conservateurs sociaux dans la province, qui ont tôt fait d'abandonner l'idéologie du crédit social.
Aujourd'hui le Parti Crédit social est devenu un parti marginal qui présente suffisamment de candidats pour demeurer enregistré, mais sans plus. Les membres du parti se font appeler « créditistes » (Socreds en anglais).

## Sources
- (en) Cet article est partiellement ou en totalité issu de l’article de Wikipédia en anglais intitulé « British Columbia Social Credit Party » (voir la liste des auteurs).